# 里夫河 (斯特里河支流)
里夫河（烏克蘭語：Рів），是烏克蘭西北部的河流，屬於斯特里河的右支流。該河發源自科什馬基南部，流經里夫內州的瓦拉什區，河道全長14公里。